# Robert Baer
Robert Booker Baer (Los Angeles, 11 juli 1952) is een Amerikaans schrijver  en voormalig CIA-agent die zich voornamelijk bewoog in het Midden-Oosten. Zijn boek No Evil werd door regisseur Stephen Gaghan als basis gebruikt voor de film Syriana, waarin George Clooney de rol van Baer speelt.
Baer is een veelgevraagd commentator en schrijver over kwesties gerelateerd aan internationale relaties, spionage en het buitenlands beleid van de Verenigde Staten. Hij schrijft columns over inlichtingenwerk voor Time, Vanity Fair, The Wall Street Journal en The Washington Post.  Ook presenteert hij het historisch televisieprogramma Hunting Hitler en is inlichtingen- en veiligheidsanalist voor CNN.

## Biografie

### Jonge jaren
Baer werd geboren in Los Angeles. Toen hij 9 jaar was scheidden zijn ouders en verhuisde hij naar Aspen, waar hij een professionele skiër wilde worden. Na povere studeerprestaties in het eerste jaar van de highschool, nam zijn moeder, een bemiddelde erfgename, hem mee naar Europa, waar zij rondreisden in o.a. West-Duitsland, in Rusland, in Parijs in het Protestjaar 1968 en in Praag tijdens de invasie van de strijdkrachten van het Warschaupact in Tsjecho-Slowakije.
Toen ze terugkeerden naar de Verenigde Staten, stuurde zijn moeder hem naar Indiana's Culver Military Academy. In 1976 behaalde hij een graad aan de Universiteit van Georgetown – school voor de Buitenlandse Dienst. Daar was de latere CIA-directeur George Tenet een van zijn klasgenoten. Toen hij studeerde aan de Universiteit van Californië – Berkeley, solliciteerde hij bij het Directorate of Operations (nu de National Clandestine Service) van de CIA. Dit gebeurde in eerste instantie in een spontane opwelling. Na het afstuderen en toelating bij de CIA, tekende Baer voor een training, die een paramilitaire opleiding van vier maanden, een training parachutespringen en diverse cursussen in vreemde talen omvatte.

### Carrière bij de CIA
Baer voerde opdrachten uit in het veld, om te beginnen in Chennai en New Delhi in India. Vervolgens in Beiroet, Libanon; Damascus, Syrië; Khartoem, Soedan, Parijs, Frankrijk; Doesjanbe, Tadzjikistan, Marokko; de voormalige republiek Joegoslavië, en de regio Irak-Koerdistan gedurende zijn eenentwintig dienstjaren bij de CIA.
Medio jaren 1990 werd Baer naar Irak gedirigeerd met de missie om oppositie te organiseren tegen de Iraakse president Saddam Hoessein. Hij werd echter teruggeroepen door de FBI wegens beschuldigingen dat hij had samengezworen om de Iraakse leider te vermoorden.
Toen hij in Salah ad-Din was, drong Baer er zonder succes bij het kabinet-Clinton op aan om een binnenlandse poging van Iraakse Soenitische officieren om Saddam Hoessein af te zetten, te steunen. Het Iraakse Nationale Congres van Ahmed Chalabi en de "Patriottische Unie" van de "Koerdistaanse Jalal Talabaniz" kregen in maart 1995 heimelijke steun van de CIA. Baer verliet het commando in 1997 en ontving op 11 maart 1998 een Career Intelligence Medal van de CIA.

### Carrière als schrijver
Baer schreef het boek See No Evil over zijn ervaringen bij de CIA. In een flaptekst van het boek schreef de Amerikaanse onderzoeksjournalist Seymour Hersh dat Baer wordt gezien als wellicht de beste geheim agent in het Midden-Oosten. In het boek biedt Baer een analyse van het Midden-Oosten door de ogen van zijn ervaringen als CIA-agent.
Tijdens zijn dienstjaren verwierf Baer een uitstekende kennis van het Midden-Oosten, de Arabische wereld en van voormalige republieken van de Sovjet-Unie. Door de jaren heen is Baer een sterke pleitbezorger geweest van het als dienst meer betrekken van human interest bij het rekruteren van geheim agenten.
In 2004 gaf hij een reporter van het Britse politieke weekblad New Statesman een beschouwing over de manier waarop de CIA omgaat met verdachten van terrorisme: "Als je een serieuze ondervraging wilt, dan stuur je de gevangene naar Jordanië. Als je ze gemarteld wil hebben, dan stuur je naar Syrië. Als je ze wilt laten verdwijnen -nooit meer wilt zien- dan stuur je ze naar Egypte."
Baer schreef over de aanslagen op 11 september 2001 in The Guardian: "Handelde Bin Laden alleen, via zijn eigen Al Qaida-netwerk, toen hij de aanslagen lanceerde?  Daarover ben ik veel zekerder en nadrukkelijker: nee. Later beweerde hij: "Voor de goede orde, ik geloof niet dat het World Trade Center site werd neergehaald door onze eigen explosieven, of dat eerder een raket dan een verkeersvliegtuig het Pentagon raakte. Ik besteedde een carrière in de CIA aan het orkestreren van complotten, ik was er niet zo heel goed in en ik kon zeker 9/11 niet afwenden. Evenmin als de professionals, waarmee ik het plezier had te kunnen werken, dat konden.
In juni 2009 gaf Baer commentaar op de discutabele verkiezing van Mahmoud Ahmadinejad tot president van Iran en de protesten waarmee dat gepaard ging. "Veel te veel jaren hebben de westerse media naar Iran gekeken door het bekrompen prisma van Iran's liberale midden klasse — een intelligentsia die verslaafd is aan het Internet en aan Amerikaanse muziek – en meer klaar staat om te communiceren met de westerse media, met inbegrip van mensen die geld hebben om tickets naar Parijs of Los Angeles te kopen; maar representeren zij het echte Iran?"
Baer steunde lange tijd de theorie over de Lockerbie-aanslag dat het Volksfront voor de Bevrijding van Palestina (PFLP-GC) het vliegtuig neerhaalde. Later begon hij de theorie te verbreiden dat Iran er achter zat. Op 23 augustus 2009 beweerde Baer dat de CIA vanaf het begin had geweten dat het neerhalen van Pan Am-vlucht 103 was georkestreerd door Iran, en dat een geheim dossier dat hiervoor het bewijs levert was gepresenteerd bij het hoger beroep door de veroordeelde Libische bommenlegger Abdelbasset al-Megrahi. Volgens Baer suggereert dit dat Megrahi afzag van hoger beroep in ruil voor vrijlating om te voorkomen dat deze informatie aan het gerechtshof zou worden gepresenteerd.
In een vraaggesprek met CNN-host Jim Sciutto op 9 september onthulde Baer dat er al sinds de jaren 1980 bij de CIA en FBI ernstige bedenkingen bestaan over Donald Trump, in het bijzonder over diens financiële en overige betrekkingen met de Russische Federatie.

## Boeken en films
De met een Oscar bekroonde speelfilm Syriana was gebaseerd op Baers boeken See No Evil en Sleeping with the Devil. Het karakter Bob Barnes (gespeeld door George Clooney) in de film is losjes gebaseerd op Baer. Voor deze rol won Clooney een Golden Globe Award voor "beste Performance" door een acteur in een "ondersteunende rol" en een Academy Award voor "beste ondersteunende" acteur. Om beter op Baer te lijken zorgde Clooney voor enige gewichtstoename. Toen Baer dat vernam inspireerde hem dat om fysiek weer beter in vorm te komen.
Baer werkte nauw samen met regisseur Kevin Toolis en Many Rivers Films, een Channel 4-productiemaatschappij in het Verenigde Koninkrijk, om vier gezaghebbende documentaires te presenteren, beginnend met de serie Cult of the Suicide Bomber over de oorsprong van zelfmoordaanslagen. "Cult of the Suicide Bomber I" werd in 2006 genomineerd voor een Emmy Award. Baer presenteerde ook Car Bomb, een filmgeschiedenis over autobommen.
Baer werd geïnterviewd in de filmdocumentaire Uncovered: The War on Iraq van regisseur  Robert Greenwald. 
Ook was hij een belangrijke deelnemer aan de filmdocumentaire Lockerbie Revisited (2019) van de Nederlandse regisseur Gideon Levy.
In de periode 2015-2017 verscheen Baer in het historische realitytelevisieprogramma Hunting Hitler en als rechercheur in het televisieprogramma JFK Declassified: Tracking Oswald.

## Privé
Baer is tweemaal getrouwd. Hij heeft twee dochters en een zoon uit zijn eerste huwelijk. Zijn tweede vrouw is CIA-collega Dayna Williamson.
Baer ging na zijn pensionering wonen in Silverton (Colorado).
Hij spreekt naast Engels ook vloeiend Arabisch, Perzisch en Frans, en kan converseren in het Russisch, Tadzjieks, en Beloetsji.
- Bibliothèque nationale de France: cb14413430c (data)
- Catàleg d'autoritats de noms i títols de Catalunya: 981058525320706706
- CiNii: DA14305866
- Gemeinsame Normdatei: 123911362
- International Standard Name Identifier: 0000 0001 1063 6270
- Library of Congress Control Number: n2001112705
- Bibliotheek van het Japanse parlement: 00907871
- Nationale Bibliotheek van Tsjechië: jx20051018028
- Nationale Bibliotheek van Israël: 987007604422405171
- Nederlandse Thesaurus van Auteursnamen: 244707006
- Istituto Centrale per il Catalogo Unico: CFIV203029
- Système universitaire de documentation: 069092141
- Virtual International Authority File: 3589151778215218130006